# Астор, Джон Джейкоб V
Джон Джейкоб Астор V (англ. John Jacob Astor V; 20 мая 1886[…], Нью-Йорк, Нью-Йорк — 19 июля 1971[…], Канны) — британский предприниматель, политик и спортсмен, чемпион и призёр летних Олимпийских игр.
Астор происходил из американской семьи Асторов и был потомком Джона Джейкоба Астора. В 1889 году он вместе с семьёй переехал в Великобританию и стал её гражданином. Во время учёбы в Итонской школе он занимался крикетом. Также он принял участие в соревнованиях по рэкетсу на летних Олимпийских играх 1908 в Лондоне и стал чемпионом в парном разряде и бронзовым призёром в одиночном.
После короткой учёбы в Оксфордском университете Астор занялся военной службой. Он входил в охрану генерал-губернатора Индии Чарльза Хардинджа и позже женился на его дочери. В Первой мировой войне он потерял правую ногу в сентябре 1918 года. В 1922 году он стал владельцем газеты «The Times» и членом Парламента от Дувра. В 1956 году Астору был дарован титул барона (барон Астор Хиверский), но через шесть лет он переехал во Францию, где прожил до конца жизни.